# Serra do Salitre (ort)
Serra do Salitre är en ort i Brasilien.   Den ligger i kommunen Serra do Salitre och delstaten Minas Gerais, i den sydöstra delen av landet, 400 km söder om huvudstaden Brasília. Serra do Salitre ligger 1 205 meter över havet och antalet invånare är 10 541.
Terrängen runt Serra do Salitre är kuperad åt sydost, men åt nordväst är den platt. Serra do Salitre ligger uppe på en höjd. Runt Serra do Salitre är det glesbefolkat, med 9 invånare per kvadratkilometer.. Det finns inga andra samhällen i närheten.
Omgivningarna runt Serra do Salitre är huvudsakligen savann.